# L'Amour suprême (nouvelle)
L'Amour suprême est une nouvelle d'Auguste de Villiers de L'Isle-Adam qui parut pour la première fois dans La Liberté le 8 août 1884.

## Résumé
Par un beau soir de printemps de l'année 1868, à une fête donnée à l'hôtel des Affaires étrangères, le narrateur reconnaît Lisyane d'Aubelleyne, une amie d'enfance. Elle lui confie son intention de rentrer au Carmel...

## Texte
L’Amour suprême (lire sur Wikisource)

## Éditions
- Lysiane d'Aubelleyne dans La Liberté, édition du 8 août 1884 et du 9 août 1884
- L'Amour suprême, édition de 1886.